# Джобеллина, Сильвио
Сильвио Джобеллина (итал. Silvio Giobellina, 28 февраля 1954, Лезен, Во) — швейцарский бобслеист, пилот, выступавший за сборную Швейцарии в 1980-е годы. Бронзовый призёр зимних Олимпийских игр 1984 года в Сараево, чемпион Европы и мира.

## Биография
Сильвио Джобеллина родился 28 февраля 1954 года в городе Лезен, кантон Во. Активно заниматься бобслеем начал в 1981 году, присоединился в качестве пилота к национальной сборной Швейцарии и вскоре стал полноправным членом команды. На чемпионате мира 1982 года в швейцарском Санкт-Морице финишировал первым в программе четырёхместных экипажей, завоевав золотую медаль. В 1983 году занял третье место на чемпионате Европы, прошедшем в Югославии. В следующем году на соревнованиях в австрийском Игльсе уже взял золото и удостоился звания чемпиона Европы.
Благодаря череде удачных выступлений в 1984 году Джобеллина отправился защищать честь страны на Олимпийские игры в Сараево и в составе команды, куда также вошли разгоняющие Хайнц Штетлер, Урс Зальцман и Рико Фрайермут, завоевал бронзовую медаль. В 1985 году пополнил медальную коллекцию ещё одним золотом европейского достоинства и выиграл бронзу по итогам всех заездов на чемпионате мира в итальянской Червинии.
Продолжал выступать на высоком уровне вплоть до конца 1980-х годов, но уже менее успешно. Последнюю более менее существенную победу записал в актив на чемпионате Европы 1988 года,
вскоре после этих соревнований, не сумев составить конкуренцию молодым швейцарским бобслеистам, принял решение завершить карьеру профессионального спортсмена.